# Albizia garrettii
Albizia garrettii är en ärtväxtart som beskrevs av Ivan Christian Nielsen. Albizia garrettii ingår i släktet Albizia och familjen ärtväxter. Inga underarter finns listade i Catalogue of Life.